# La Légende de Joseph
Josephs Legende
La Légende de Joseph (en allemand : Josephs Legende) est un ballet d'après Joseph et la femme de Potiphar, épisode de l'Ancien Testament. La musique a été composée par Richard Strauss sur un argument de Hugo von Hofmannsthal et Harry Kessler. Sous la baguette du compositeur, il a été créé à l'Opéra de Paris le 14 mai 1914, sur une chorégraphie initiale de Vaslav Nijinski, la troupe des Ballets russes dirigée par Serge Diaghilev, des costumes de Léon Bakst et Alexandre Benois, et des décors scéniques de José Maria Sert.

## Argument et partition
En juin 1912, Hugo von Hofmannsthal et Harry Kessler font parvenir à Richard Strauss un projet écrit, un Zwischenarbeit, un « intermède », prétexte à un ballet, Josephs Legende, qui est la première composition de Richard Strauss destinée à la danse, sa seconde étant Schlagobers (en) (1924). Achevée en 1914, elle porte l'opus 63. La durée originale est d'un peu plus d'une heure. Une adaptation a été nécessaire en mai 1914 pour la mise en ballet.
Strauss déclare dans une lettre datée de septembre 1912 qu'il « veut renouveler la danse », mais s'inquiète que les choses n'aillent pas assez vite, peinant sur le passage concernant l'archange. Il reprend les principes d’Elektra pour l’orchestration : une tripartition des violons, heckelphone, quatre harpes et célestas, piano et orgue et même des castagnettes.

## Création à Paris
La première a lieu le 14 mai 1914 à Paris, elle a été interprétée par les Ballets russes sur la scène de l'Opéra. Richard Strauss a dirigé la première formation orchestrale, mais pas les six soirées suivantes.
La troupe de Serge de Diaghilev prévoyait comme chorégraphe et créateur du rôle titre Vaslav Nijinski ; mais, venant de se marier, il se brouille avec Diaghilev, et est remplacé au début des répétitions par Mikhail Fokine et à la scène par Léonide Massine. La chanteuse Maria Kouznetsova tient le rôle de la femme de Potiphar en exécutant une pantomime. Les costumes sont de Léon Bakst et Alexandre Benois, le décor de José Maria Sert qui s'inspire d'un tableau de Veronese et de façades palatiales dans le style d'Andrea Palladio, donnant à l'ensemble une atmosphère empruntée à la Renaissance.

## Tournée et postérité
La troupe est ensuite partie pour Londres au Théâtre de Drury Lane sous la direction de Thomas Beecham, la première a lieu le 23 juin 1914, dirigée par Strauss. La guerre éclata peu après et Strauss ne reçut jamais ses honoraires de 6 000 francs. 
Après la guerre, une nouvelle représentation a lieu à Vienne le 18 mars 1922, sur des costumes d'Alfred Roller et une chorégraphie de Heinrich Kröller. La réception critique fut globalement négative, entre autres sous la plume acerbe de Julius Korngold (Neue Freie Presse, 19 mars 1922).
En 1947, Strauss compose une réduction symphonique pour orchestre seul à partir de Josephs Legende. La création a lieu en mars 1949 à Cincinnati sous la baguette de Fritz Reiner.

## Résumé et distribution
Un repas de fête à la cour du roi Potiphar. Les esclaves apportent des cadeaux, mais la femme de Potiphar les ignore. Sulamith danse au milieu de lutteurs. Les esclaves apportent un tapis dans lequel est enroulé un jeune berger, Joseph, qui doit être jugé. Il tente de défendre son innocence. Mais son comportement excite l'épouse de Potiphar, qui renvoie le tribunal. Joseph rêve à son ange gardien, tandis que la femme de Potiphar l'embrasse. Il tente de se protéger avec son manteau, mais elle l'embrasse de plus belle jusqu'à ce qu'il se retrouve nu devant elle. Les gardes surprennent le couple et emmènent le garçon en détention, pour être torturé sur ordre de Potiphar. L'apparition de l'ange, qui était déjà apparu en songe, sauve Joseph ; ses chaînes tombent au sol, libéré, il suit l'ange. La tentatrice s'étouffe avec son collier de perles.
- Potiphar
- La femme de Potiphar
- Leur esclave préféré
- Les convives
- Le concierge de Potiphar
- Les serviteurs, les gardes du corps et les esclaves de Potiphar
- Un cheik
- Ses huit compagnons
- Sa jeune servante
- Trois femmes voilées
- Trois femmes non voilées
- Serviteurs des femmes voilées
- Deux surveillants
- Sulamith, une danseuse
- Six lutteurs
- Joseph, un berger de quinze ans
- Six garçons, ses camarades de jeu.
- Le bourreau du Potiphar
- Un archange doré

## Galerie de costumes
Aquarelles sur papier de Léon Bakst (1914) :

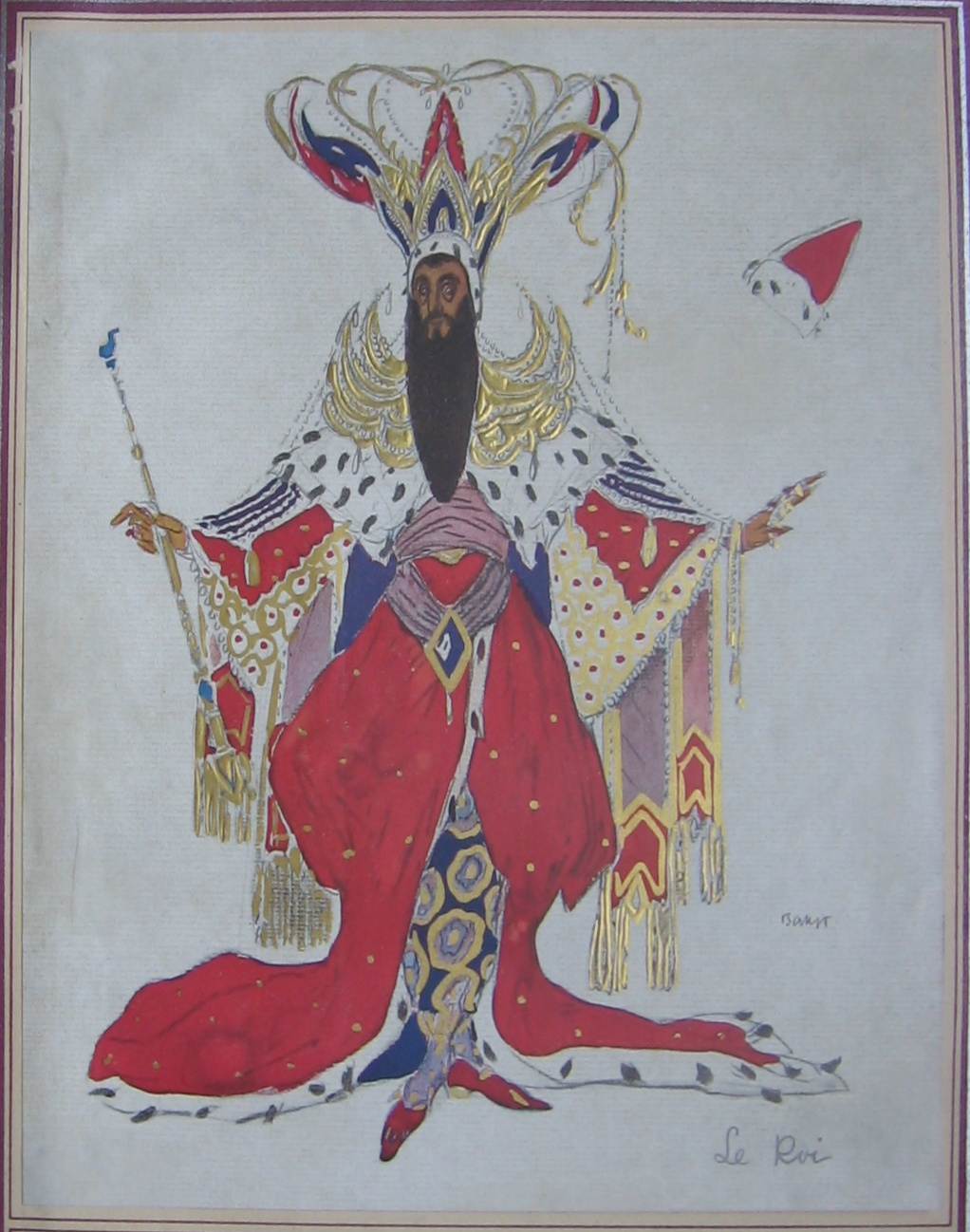
Le Roi (Potiphar)
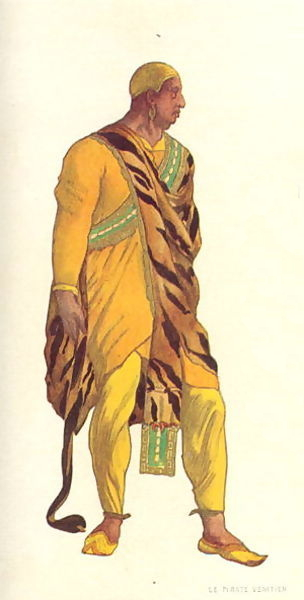
Un pirate
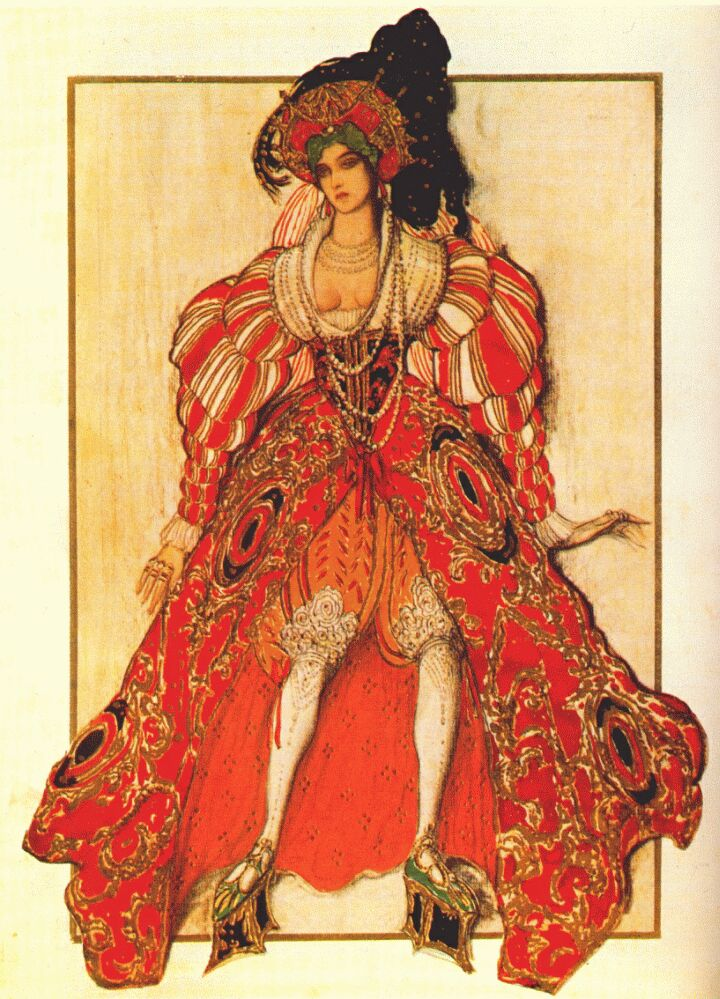
La femme de Potiphar
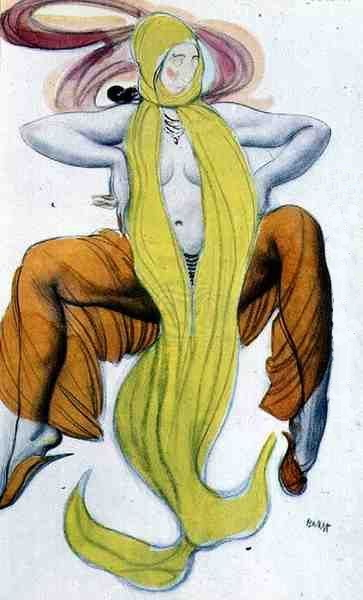
Danseur de la « bacchanale »
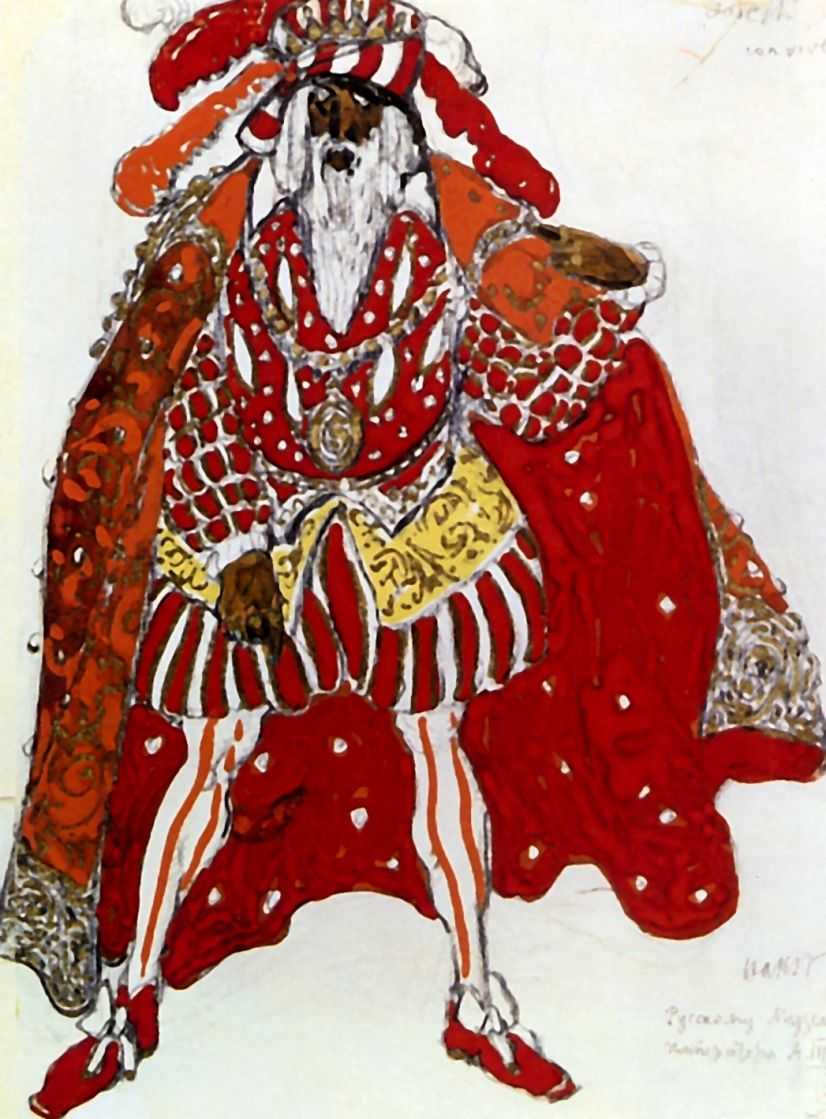
Un convive